# Pygocentrus
Pygocentrus este un gen de piranha din familia Serrasalmidae. Toate speciile sunt originare din America de Sud tropicală și subtropicală. Toate speciile sunt prădătoare, necrofage și pot forma bancuri mari.